# Transport rowerowy w Lublinie

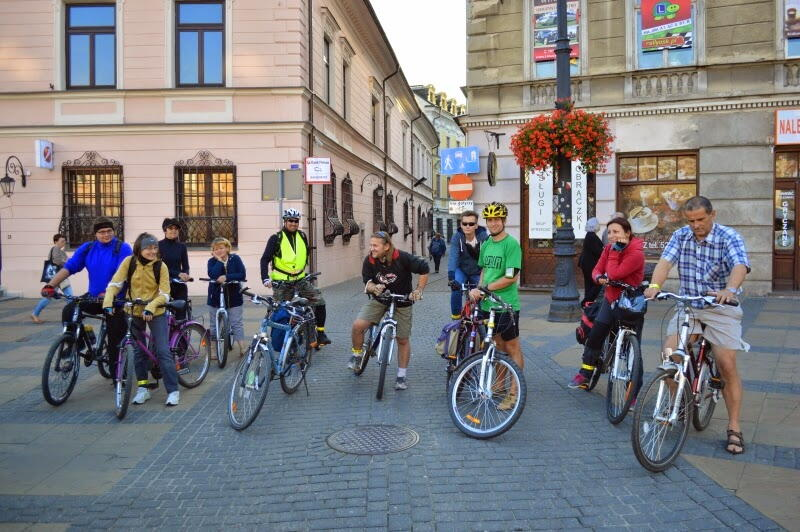
Praktyczne zajęcia z doskonalenia jazdy rowerem w Lublinie

Transport rowerowy w Lublinie zaczął dynamicznie rozwijać się na przełomie XX i XXI wieku. Według stanu na 2025 na terenie miasta znajduje się ok. 200 km dróg rowerowych, w tym wydzielone drogi rowerowe, drogi dla pieszych i rowerów, pasy rowerowe, kontrapasy i kontraruch. Władze miasta przyjęły kilka dokumentów strategicznych dotyczących rozwoju transportu rowerowego; w realizacji związanych z tym zadań uczestniczy także strona społeczna.
Z badania bezpieczeństwa ruchu rowerowego w Lublinie w latach 2010–2014 wynika, że – w porównaniu do statystyk ogólnopolskich – Lublin jest stosunkowo bezpiecznym miastem. Większość kolizji i wypadków miała miejsce w sezonie wiosenno-letnim, w świetle dziennym, w czasie popołudniowego szczytu z winy osób innych niż rowerzyści.

## Historia
Pierwszy klub rowerowy w Lublinie – Lubelskie Towarzystwo Cyklistów – powstał w 1893. W 1937 powstała wytwórnia rowerów Kamińskiego pod firmą Świąteckiego. W przedsiębiorstwie tym powstał klub kolarski o nazwie Lubelska Wytwórnia Rowerów. W 1965 powstał Lubelski Klub Turystyki Kolarskiej „Welocyped" przy Oddziale Miejskim PTTK w Lublinie.
Pierwsze drogi rowerowe powstawały w latach 90. XX wieku. W 1997 rada miasta wydała uchwałę ws. określenia zasad polityki komunikacyjnej, a w 2000 – „Studium uwarunkowań i kierunków zagospodarowania przestrzennego”, które także uwzględniało transport rowerowy. Jednak według SUiKZP program budowy sieci dróg rowerowych miał służyć głównie celom turystycznym i rekreacyjnym.
W latach 2010–2015 ukazało się pięć dokumentów strategicznych dotyczących polityki rowerowej (wydanych przez władze miasta albo sporządzonych na ich zlecenie), w tym uchwały rady miasta: „Polityka Rowerowa Miasta Lublin” i „Koncepcja rozwoju komunikacji rowerowej w mieście Lublin”. Polityka rowerowa Lublina ma służyć rozwojowi zrównoważonego transportu; jej celem jest osiągnięcie do 2025 przynajmniej 15% udziału ruchu rowerowego w ogólnej liczbie podróży. W 2015 opublikowano „Społeczny audyt polityki rowerowej dla Lublina”, którego autorzy wskazali, że władze samorządowe nie wywiązują się z wykonywania istniejących, określonych szczegółowo zadań, a część działań związanych z polityką rowerową wykonuje strona społeczna.
W 2014 otwarto Lubelski Rower Miejski, na który składało się 40 stacji rowerowych i 400 rowerów. Dwa lata później system ten został ponaddwukrotnie powiększony. Na wiosnę 2015 w Lublinie było ok. 130 km dróg rowerowych, ponad 25 km pasów rowerowych i 1,5 km ulic z kontrapasami lub kontraruchem.

## Infrastruktura

### Rodzaje infrastruktury
Na koniec 2016 roku w Lublinie znajduje się ok. 133 km infrastruktury rowerowej, na którą składa się:

Wiek infrastruktury rowerowej w Lublinie

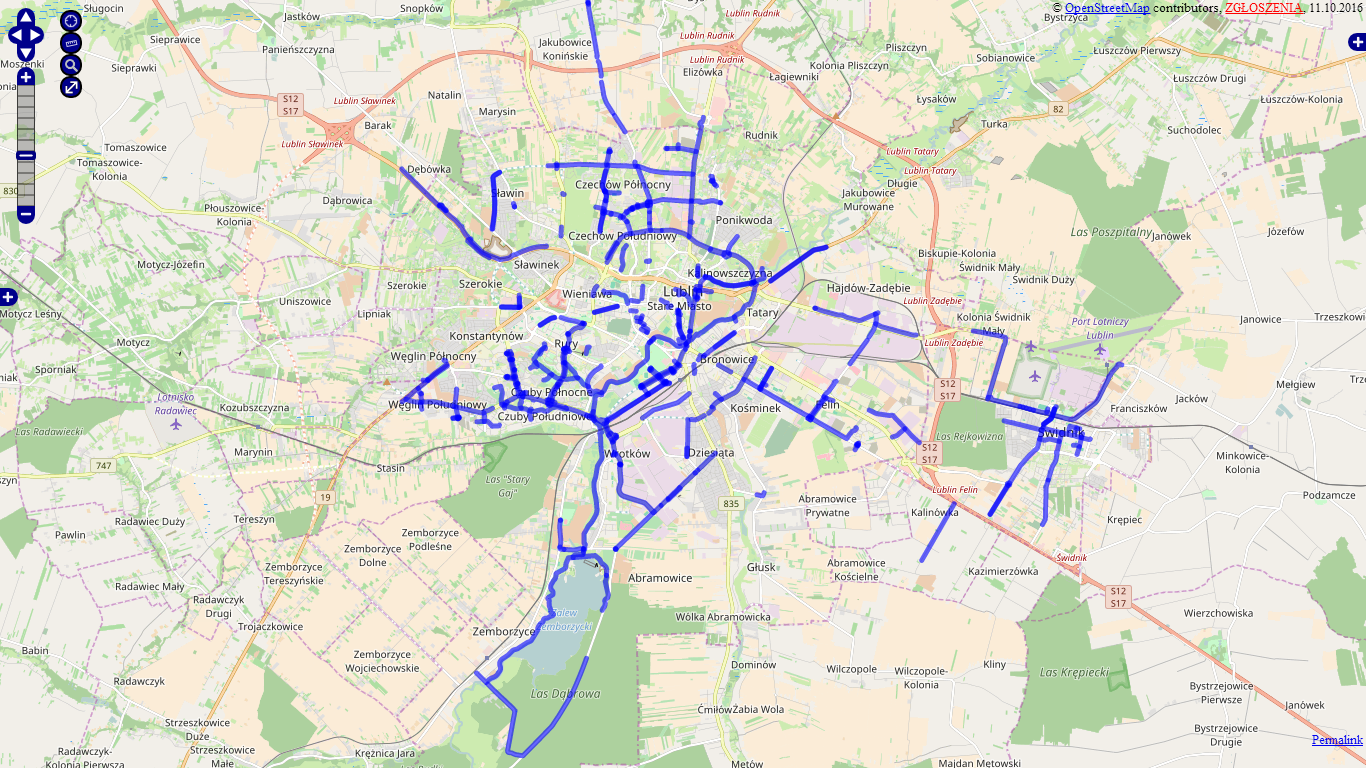
Zrzut ekranu Mapy infrastruktury rowerowej Lublina, stan na 2016

| Znak | Typ                                        | Łączna długość / liczba                               |
| ---- | ------------------------------------------ | ----------------------------------------------------- |
|      | wydzielona droga dla rowerów               | 16,5 km                                               |
|      | droga dla rowerów i pieszych               | 82,2 km                                               |
|      | ciąg pieszo-rowerowy                       | 6 km                                                  |
|      | pasy rowerowe                              | 24,9 km                                               |
|      | kontraruch / kontrapasy                    | 1,5 / 1,3 km                                          |
|      | dopuszczenie ruchu                         | 0,93 km                                               |
|      | śluza rowerowa                             | 1 szt.                                                |
|      | miejsc parkingowych (w tym niepublicznych) | ok. 5 tys., w tym 2,6 tys. na stojakach U-kształtnych |

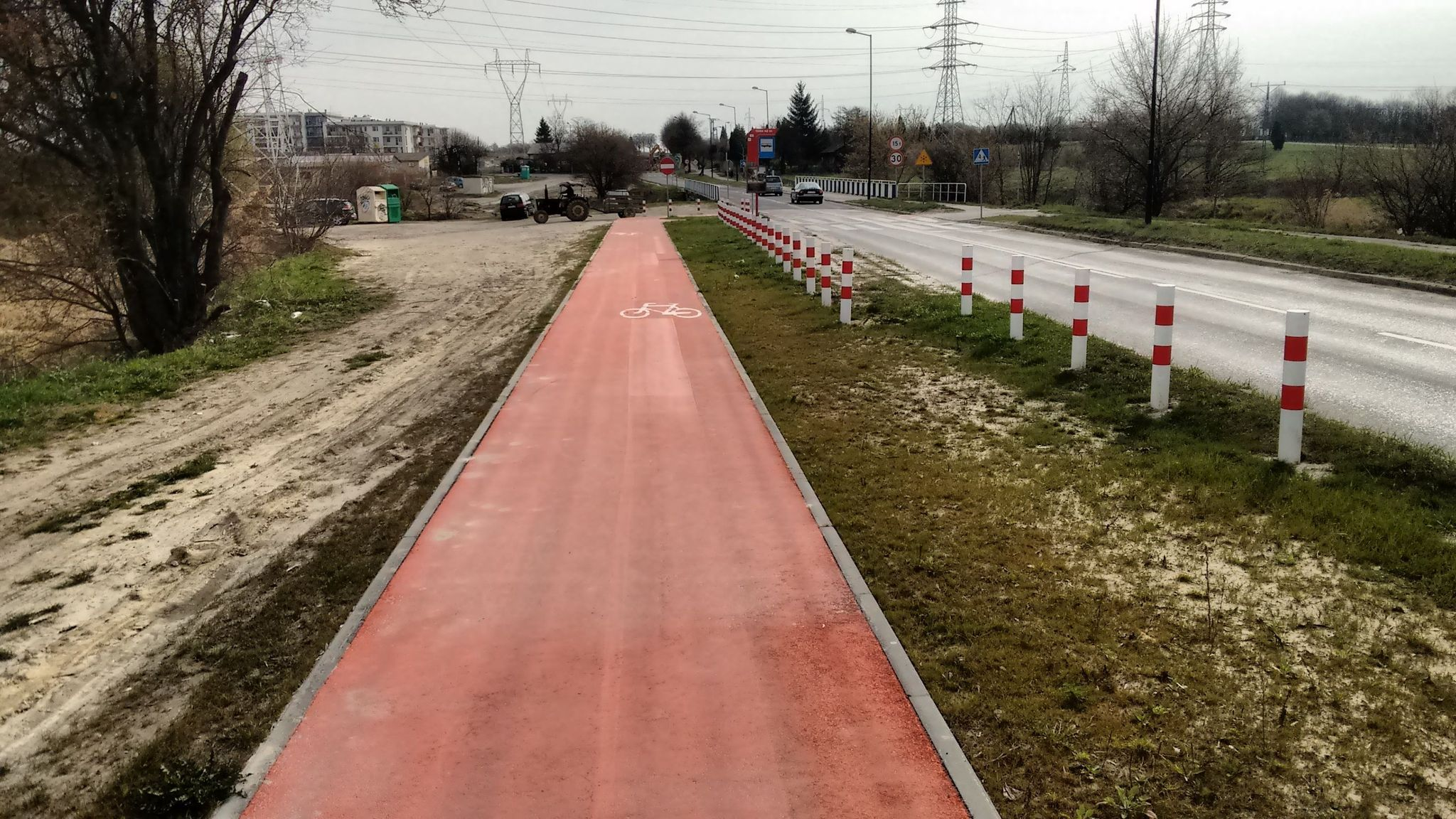
Wydzielona droga dla rowerów przy ul. Żeglarskiej
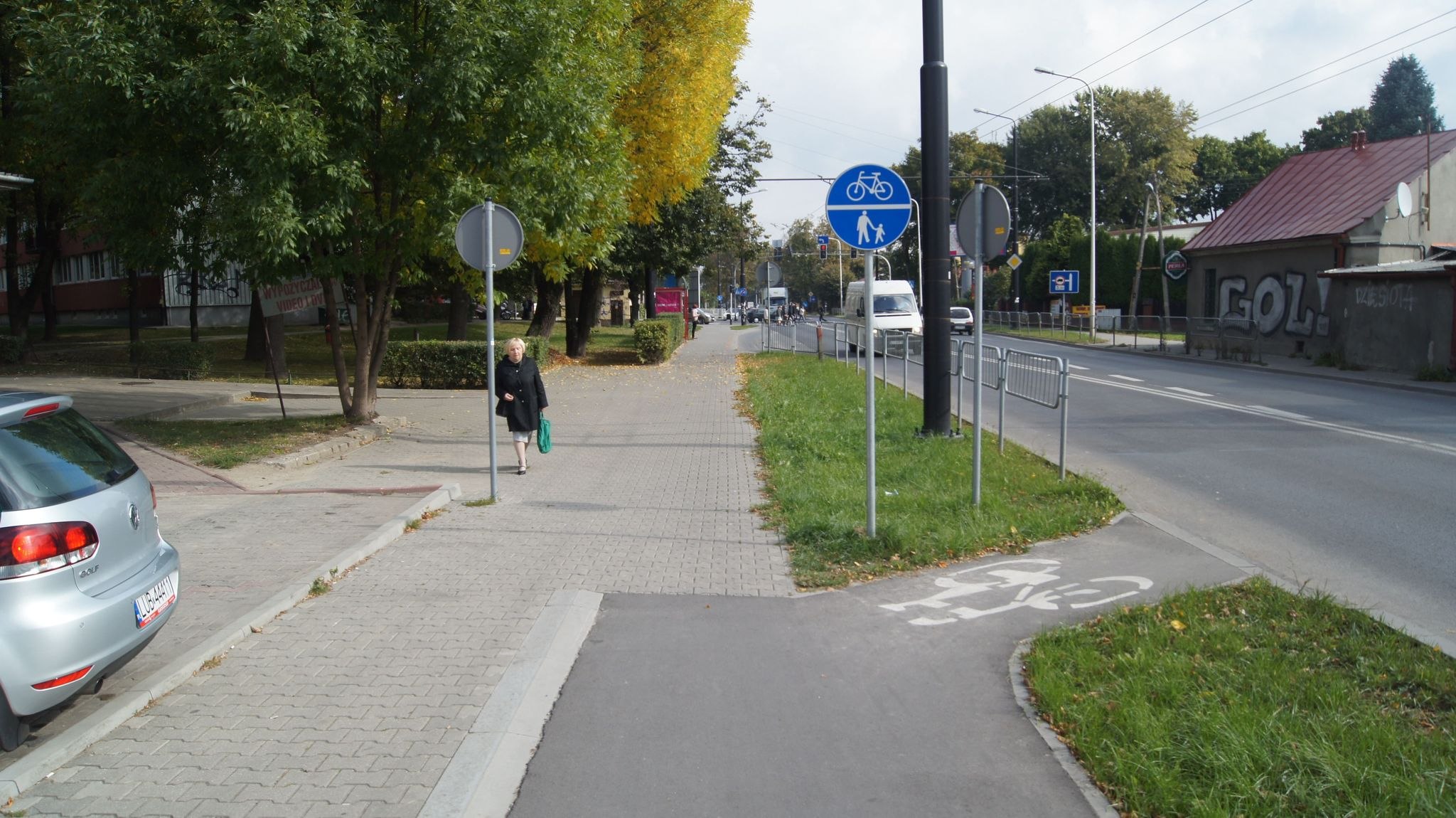
Ciąg pieszo-rowerowy przy ul. Zemborzyckiej
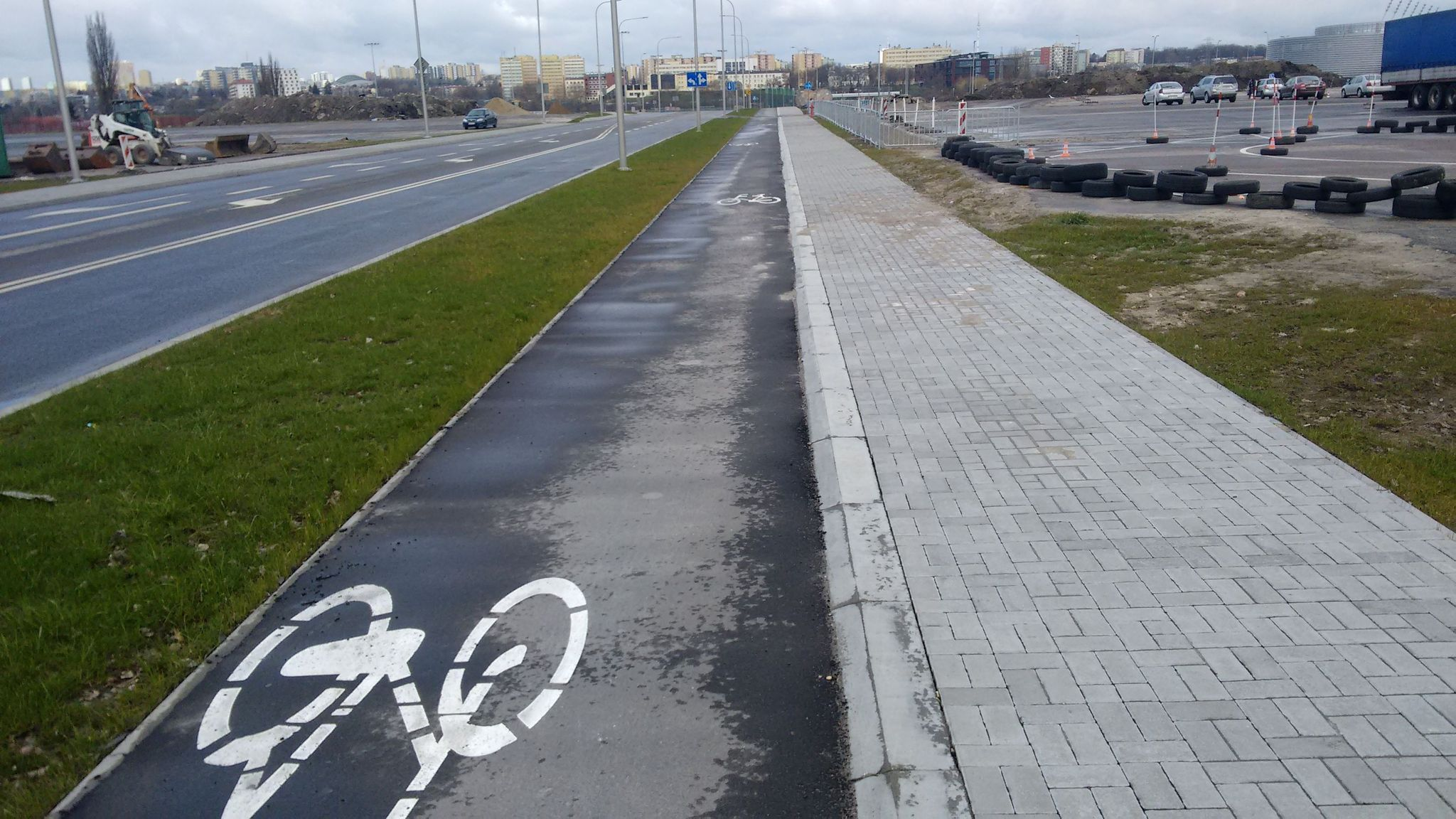
Droga dla rowerów i pieszych przy ul. Stadionowej
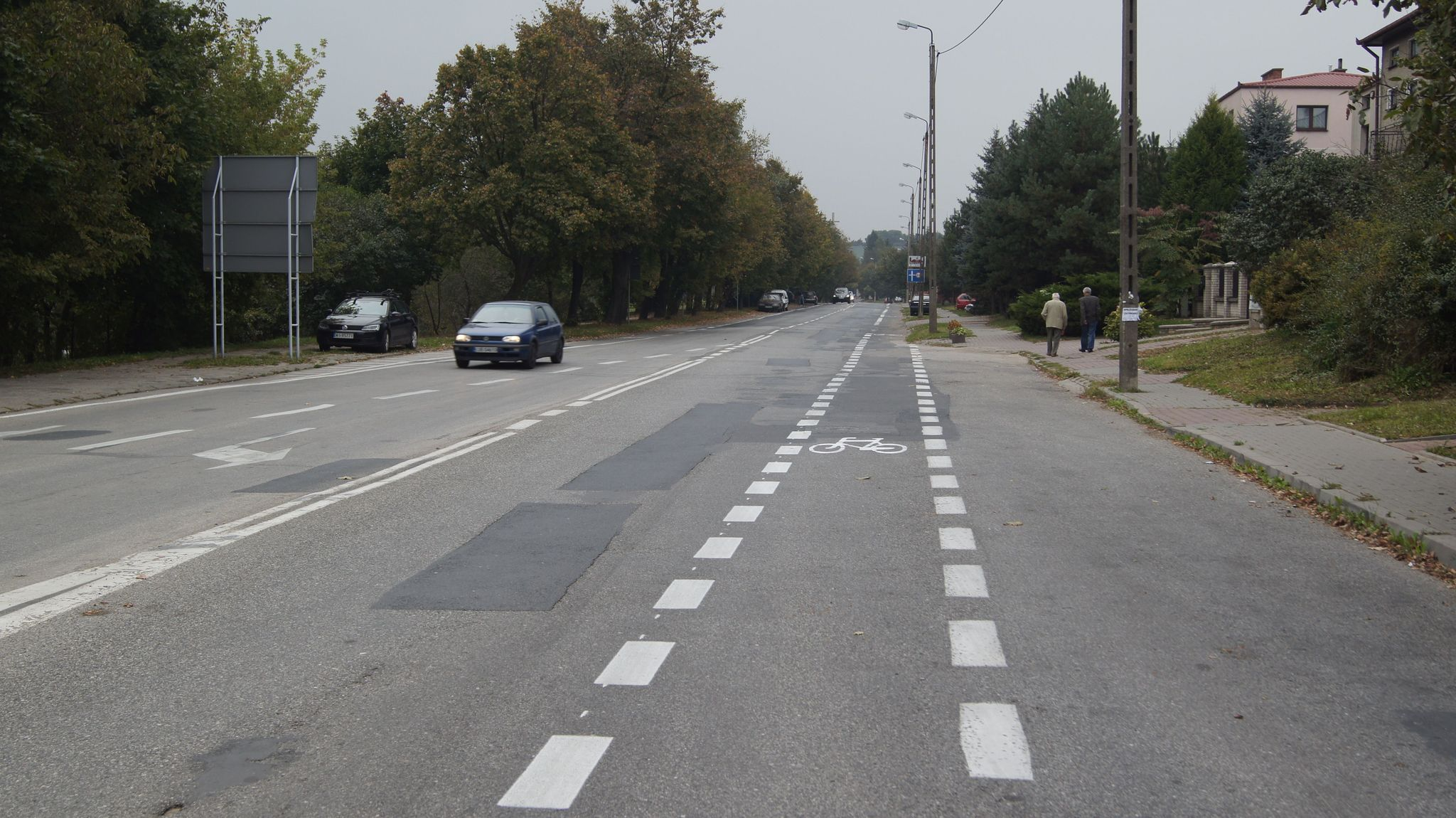
Pasy rowerowe na ul. Zbożowej
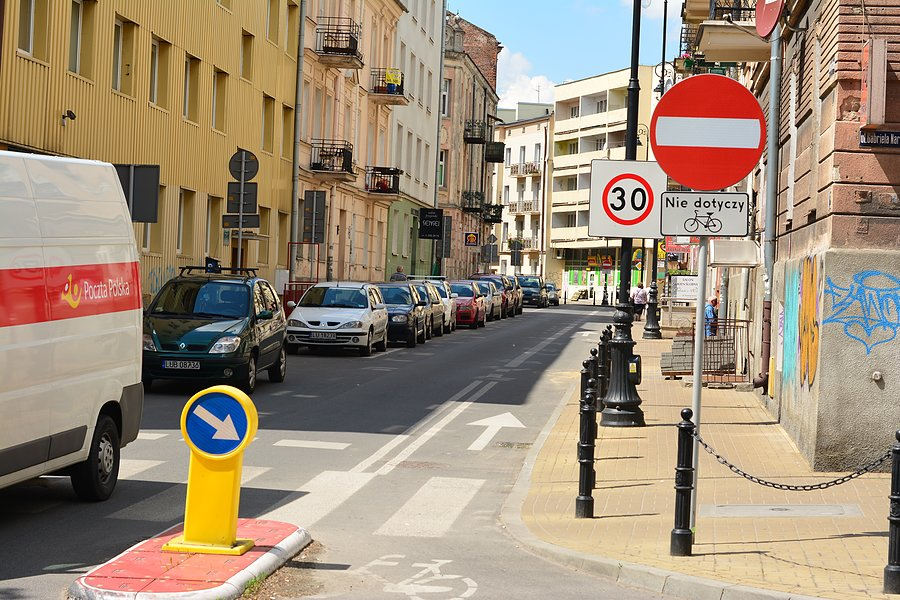
Kontrapas na ul. Konopnickiej
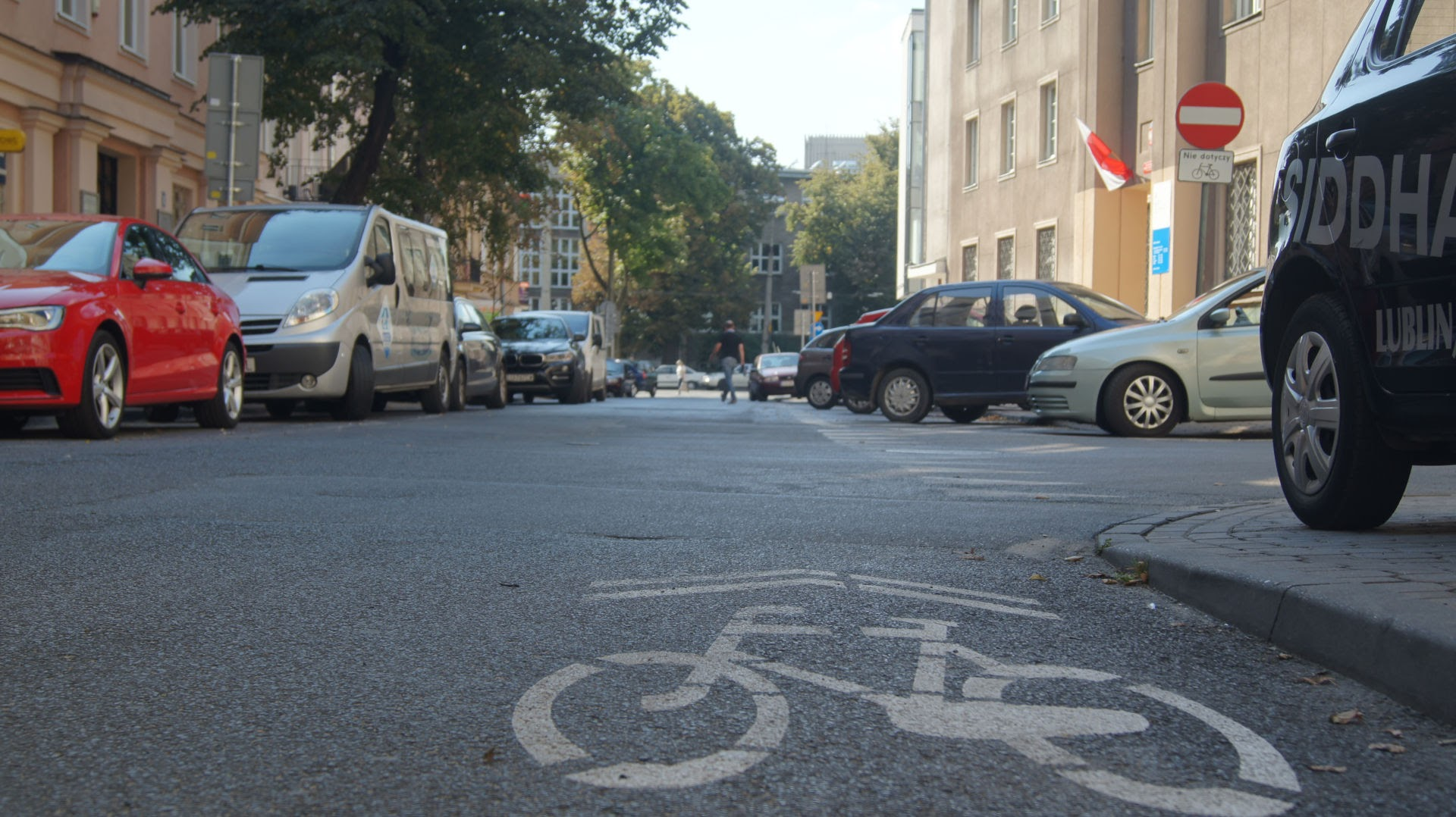
Kontraruch na ul. Kowalskiej
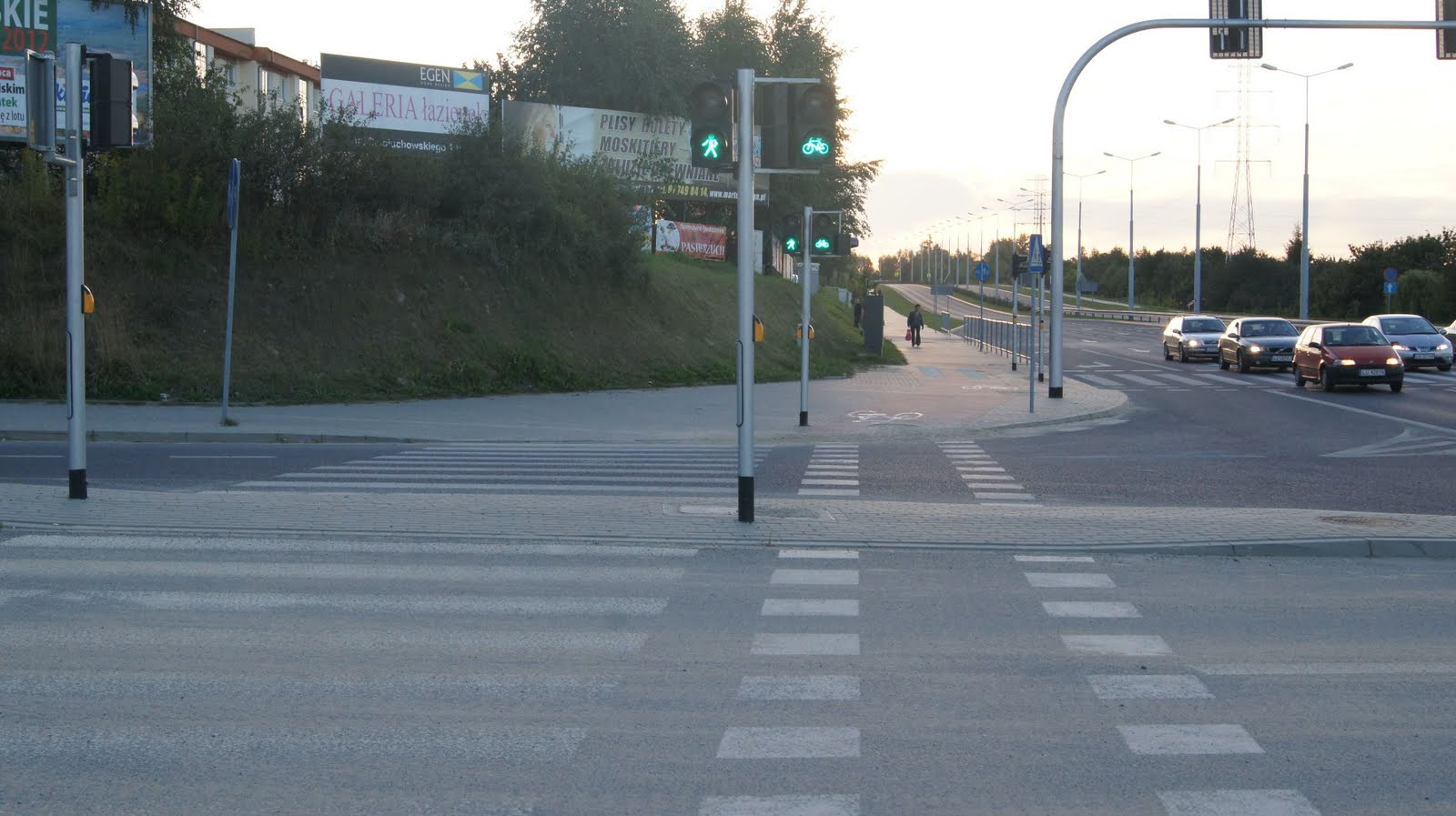
Przejazd rowerowy na ul. Jana Pawła II
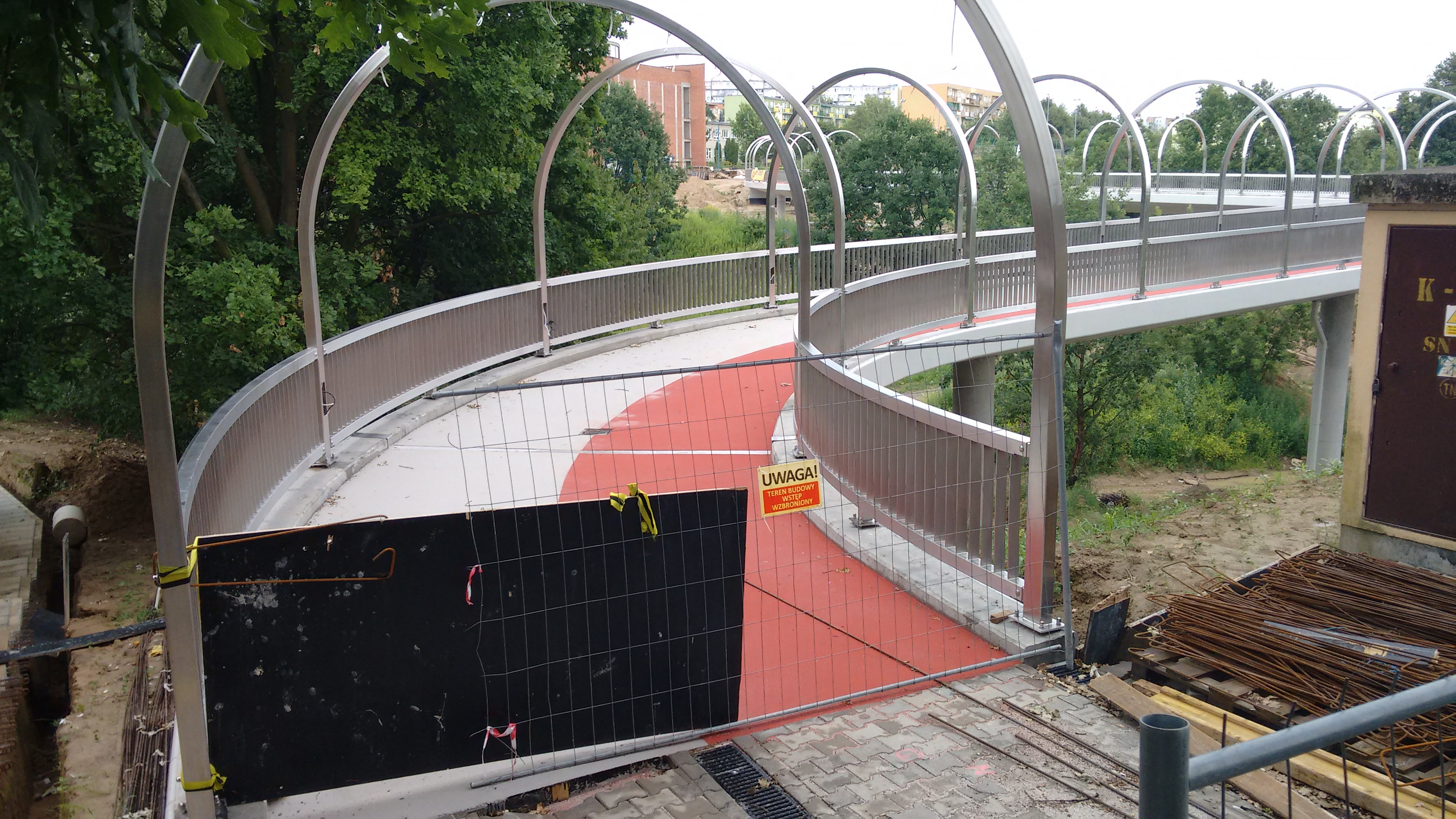
Kładka pieszo-rowerowa przy ul. Kaczeńcowej i Poznańskiej
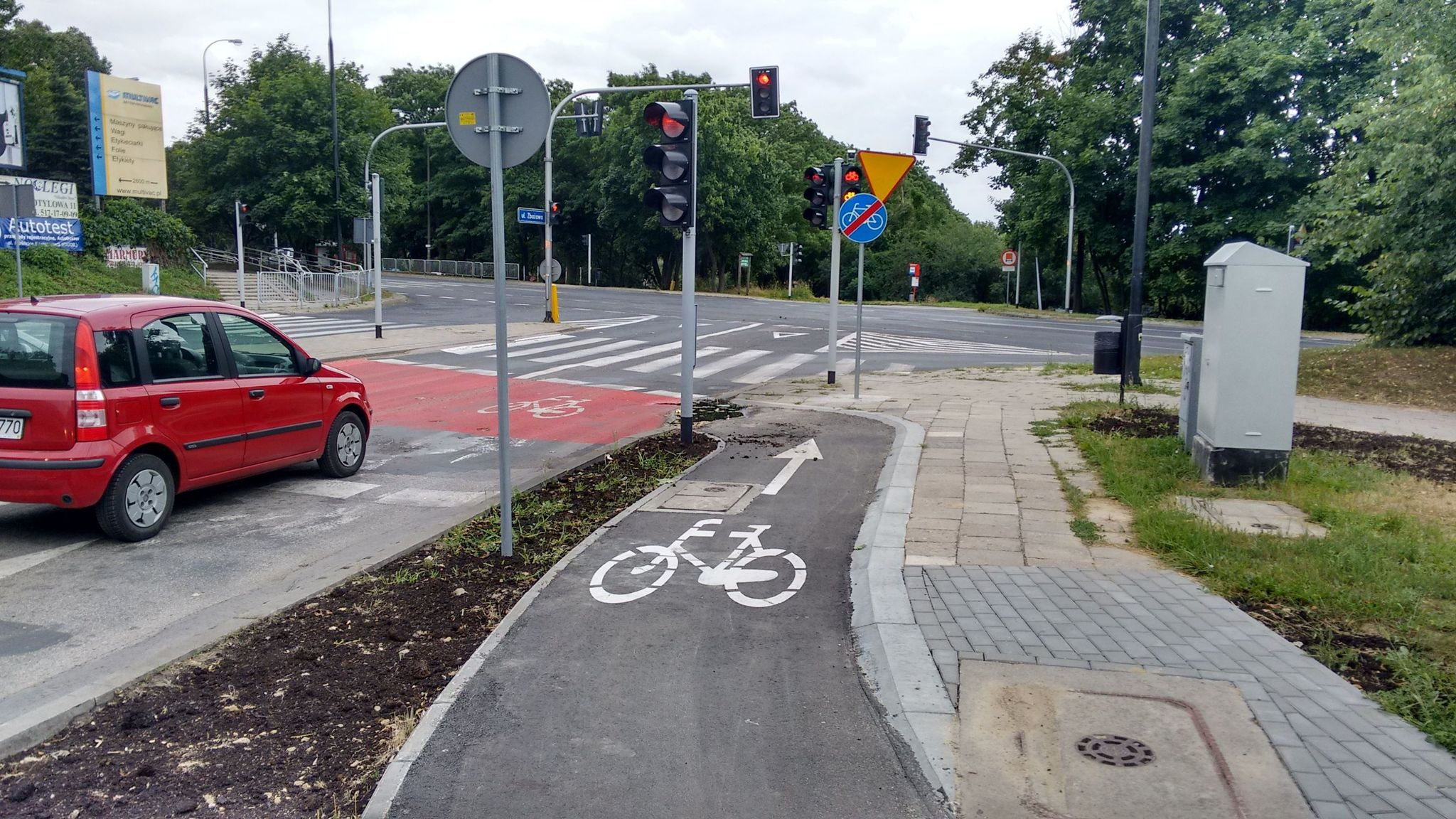
Śluza rowerowa na ul. Zbożowej
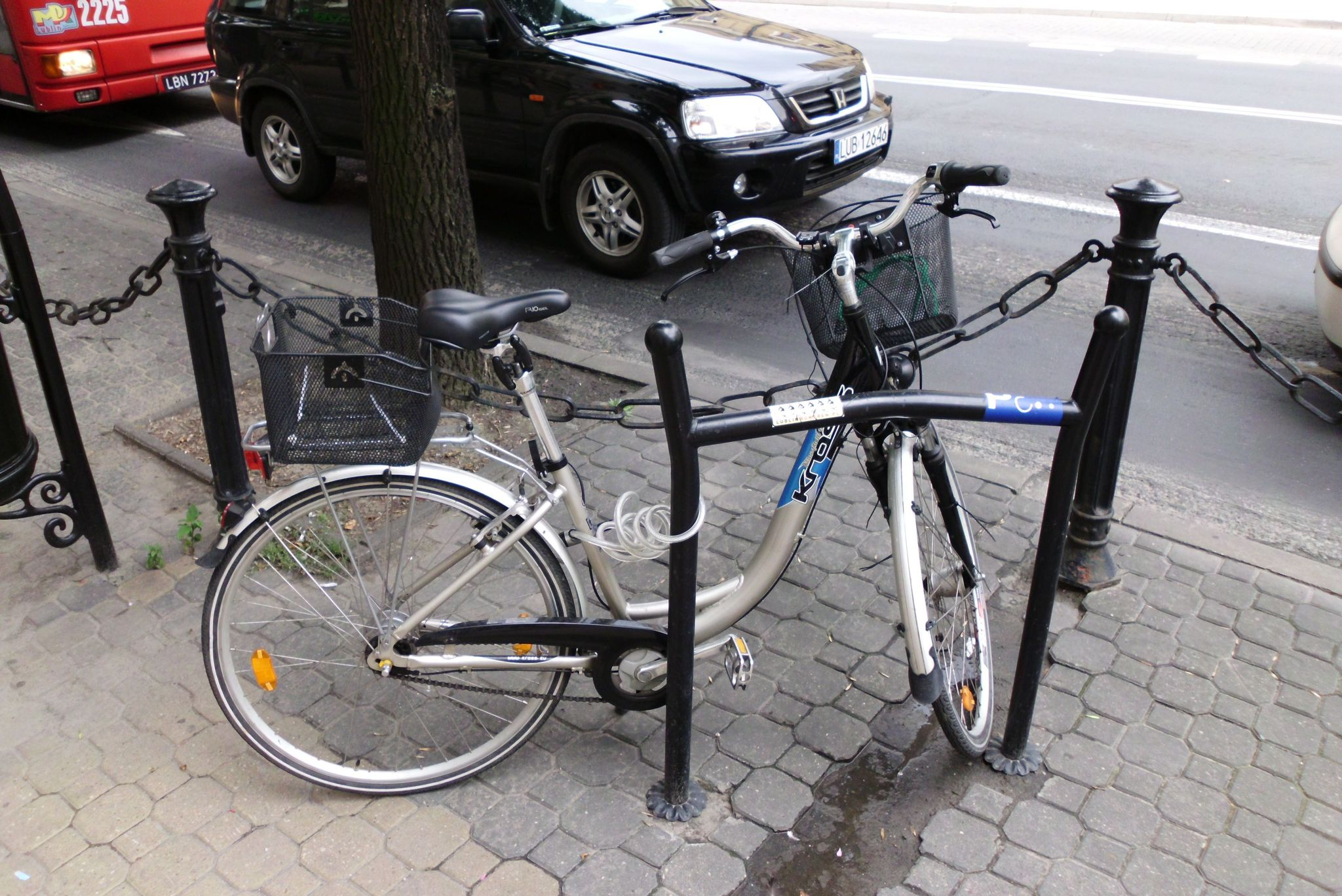
U-kształtny stojak rowerowy
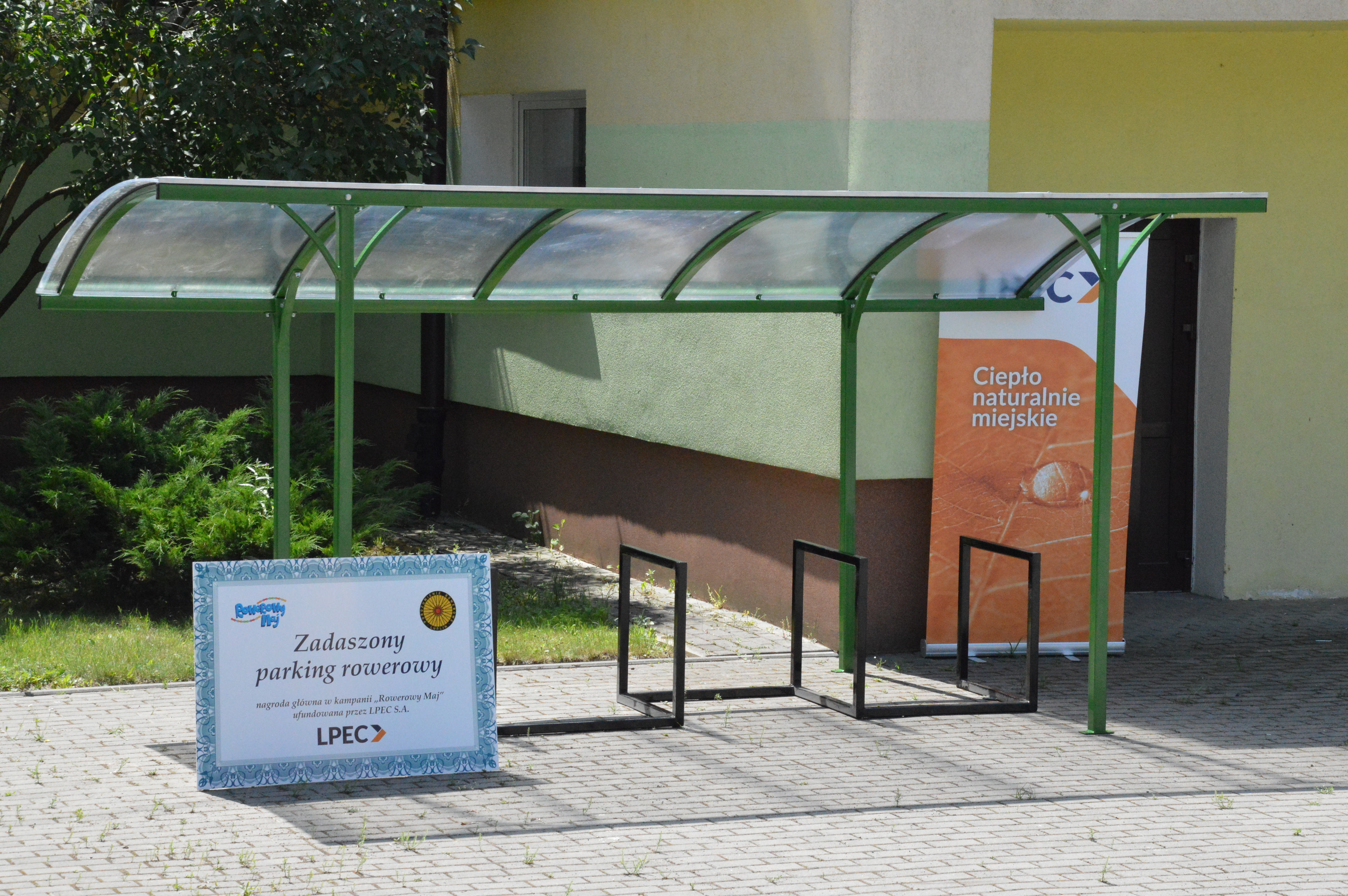
Wiata rowerowa
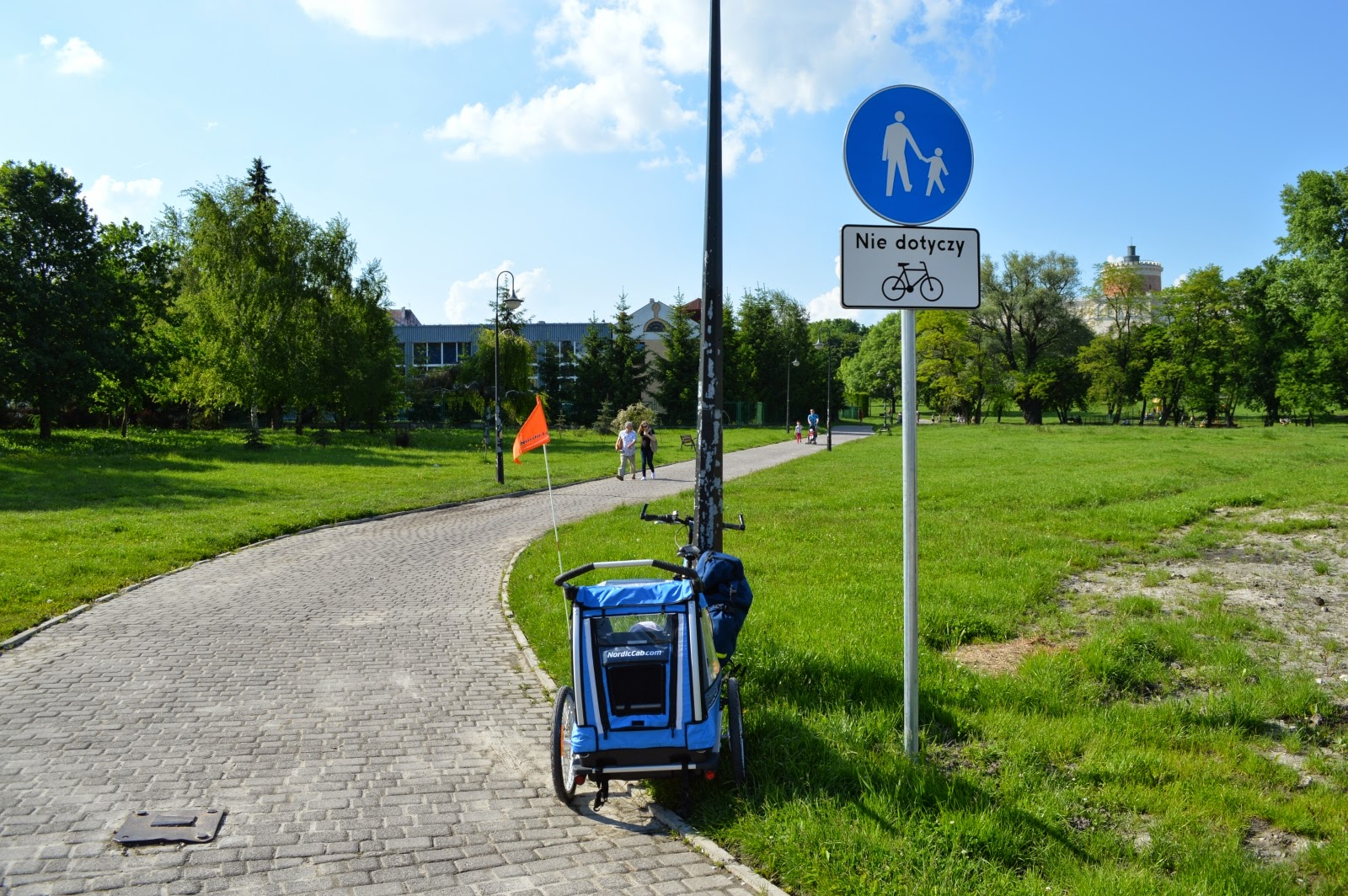
Dopuszczenie ruchu rowerowego na ciągu pieszym, Podzamcze

Pełną mapę infrastruktury rowerowej Lublina w wersji papierowej wydaje od 2011 Porozumienie rowerowe. Serwis internetowy Mapa Infrastruktury Rowerowej Lublina powstał pod koniec 2013 roku.

### Obiekty
- Miasteczko Ruchu Drogowego[13] – obiekt edukacyjny działający od jesieni roku 2014 znajdujący się przy Alejach Zygmuntowskich 4.
- Boisko Bike Polo – utworzone dzięki zwycięstwu w głosowaniu w Budżecie Obywatelskim 2014. Oddane w roku następnym. Zlokalizowane przy Szkole Podstawowej nr 43 przy ul. Józefa Śliwińskiego 5.
- Bike Park – teren przy ul. Janowskiej 74 umożliwiający wykonywanie różnych rodzajów akrobacji. Zamknięty od 2015 roku.
- Park Rowerowy – teren przy ul. Kazimierza Przerwy-Tetmajera umożliwiający wykonywanie różnych rodzajów akrobacji.

Poza tym działają: Lubelski Rower Miejski (miejski system wypożyczalni rowerów), Wypożyczalnia rowerów transportowych (pierwsza społeczna wypożyczalnia roweru transportowego w Lublinie, otworzona w lipcu 2016 dzięki współpracy Porozumienia Rowerowego oraz Miejskiej Biblioteki Publicznej – Biblio), BikeCafe (rowerowe mobilne kawiarnie; pierwsza powstała w 2015 roku) oraz Fresh Bike Lemoniada (rowery mobilne z lemoniadą; pierwsza powstała w 2013). Na koniec 2016 roku w Lublinie działało 28 sklepów oraz 25 serwisów rowerowych.

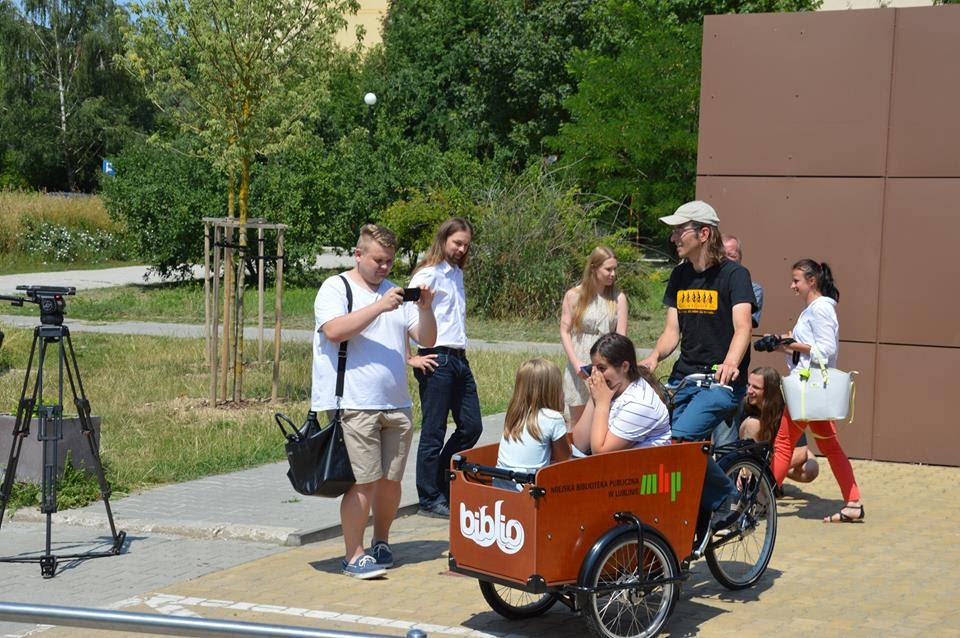
Społeczna wypożyczalnia roweru transportowego
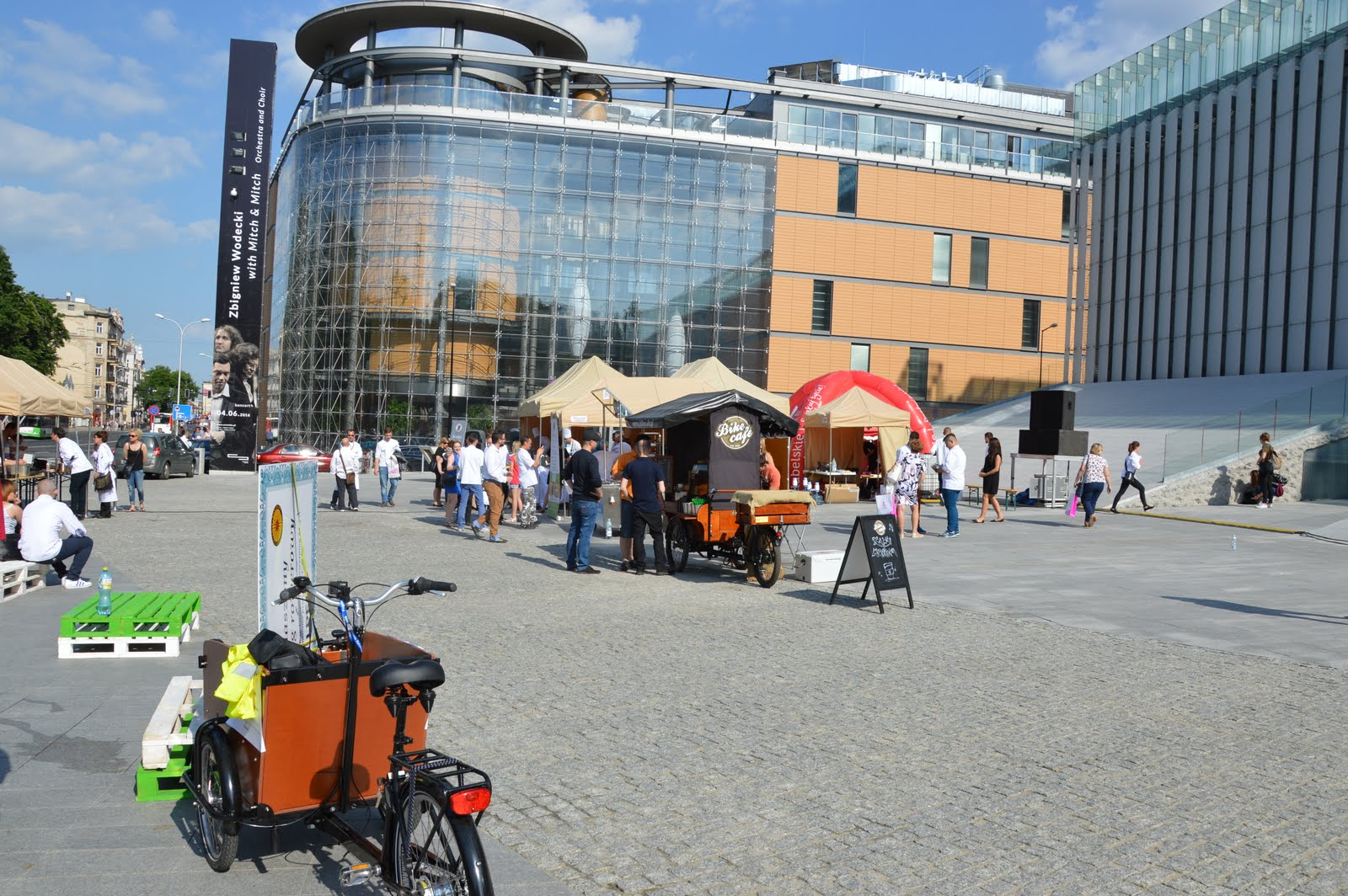
BikeCafe
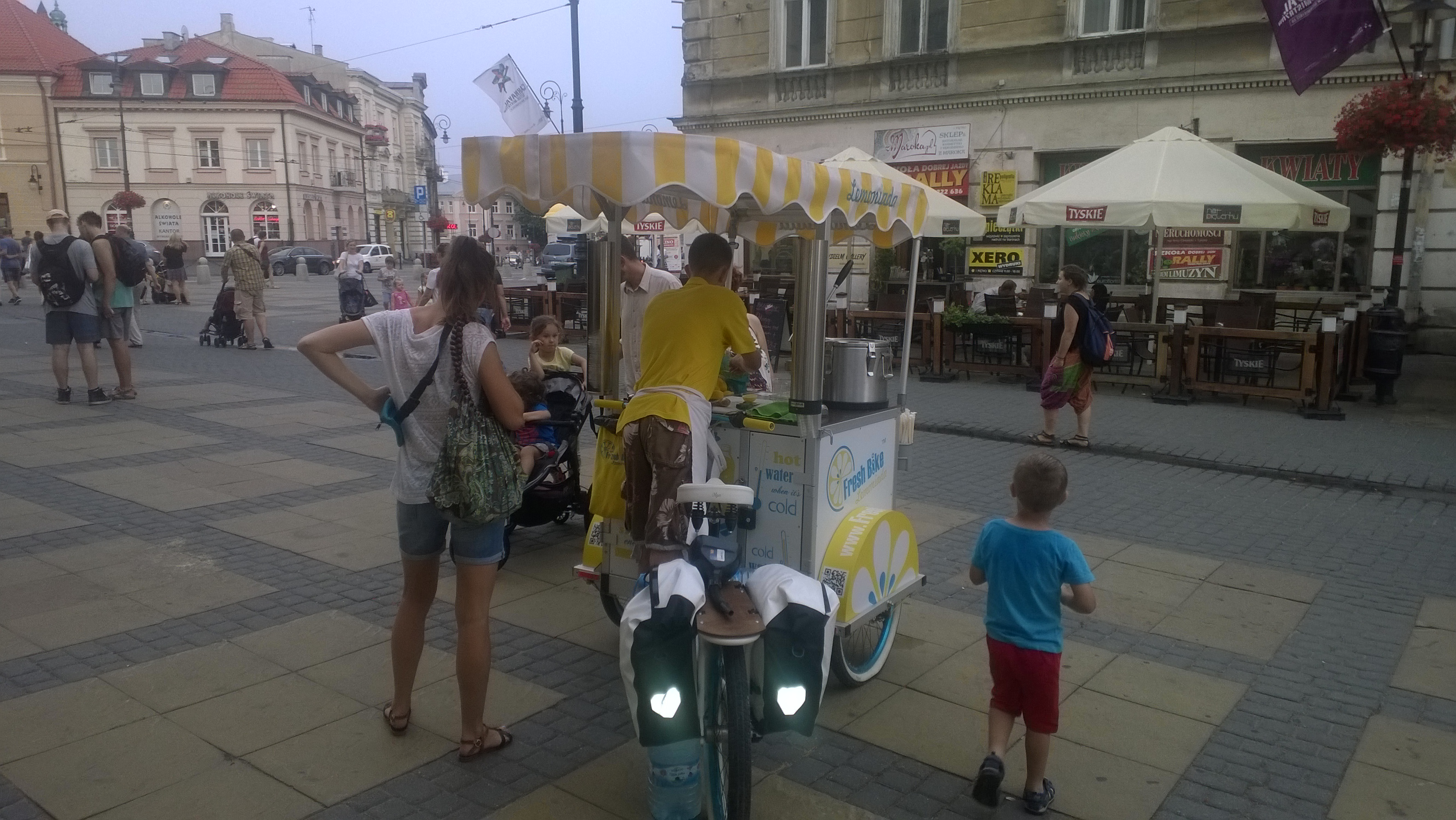
Fresh Bike
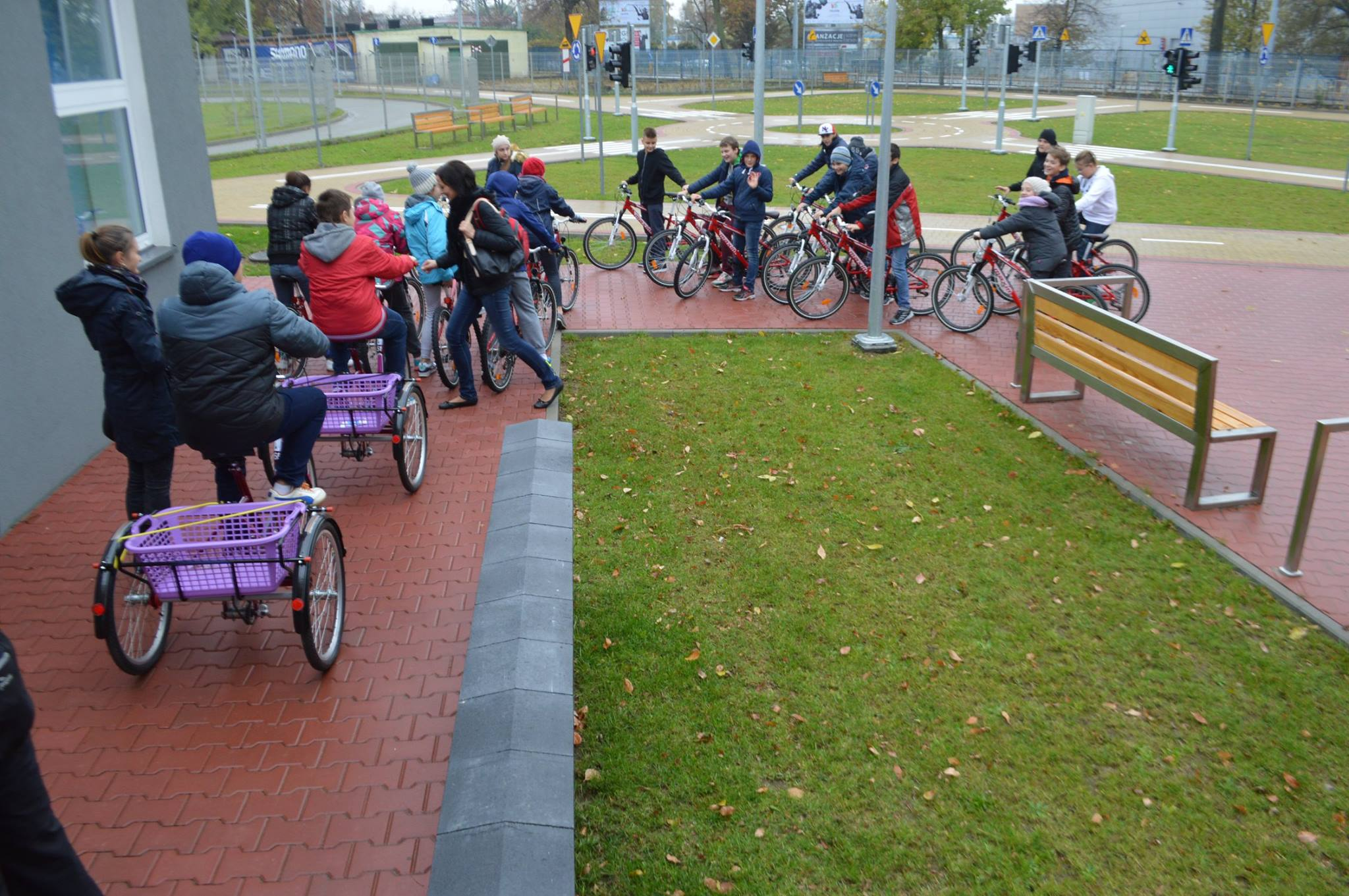
Miasteczko Ruchu Drogowego
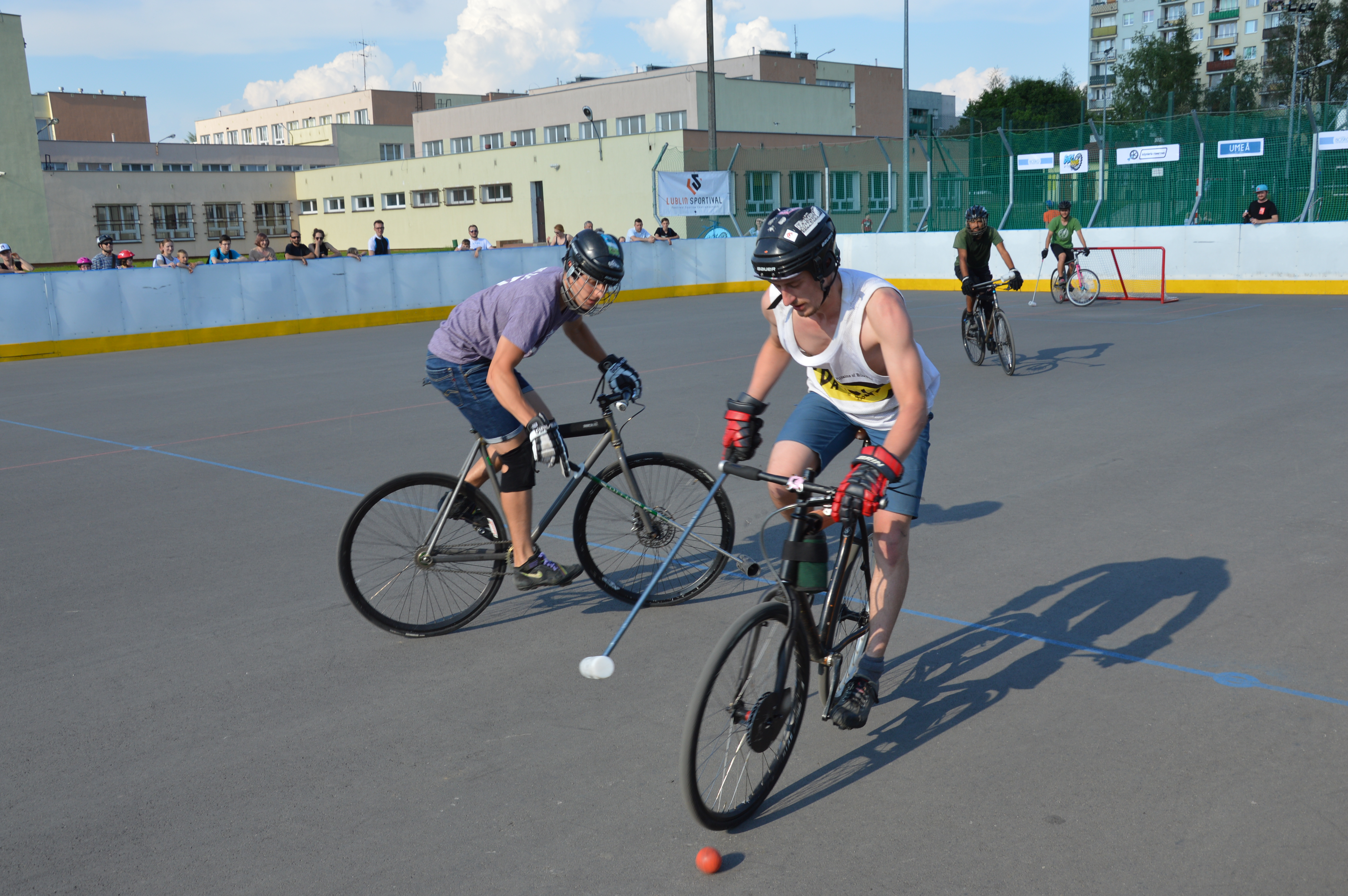
Boisko Bike Polo
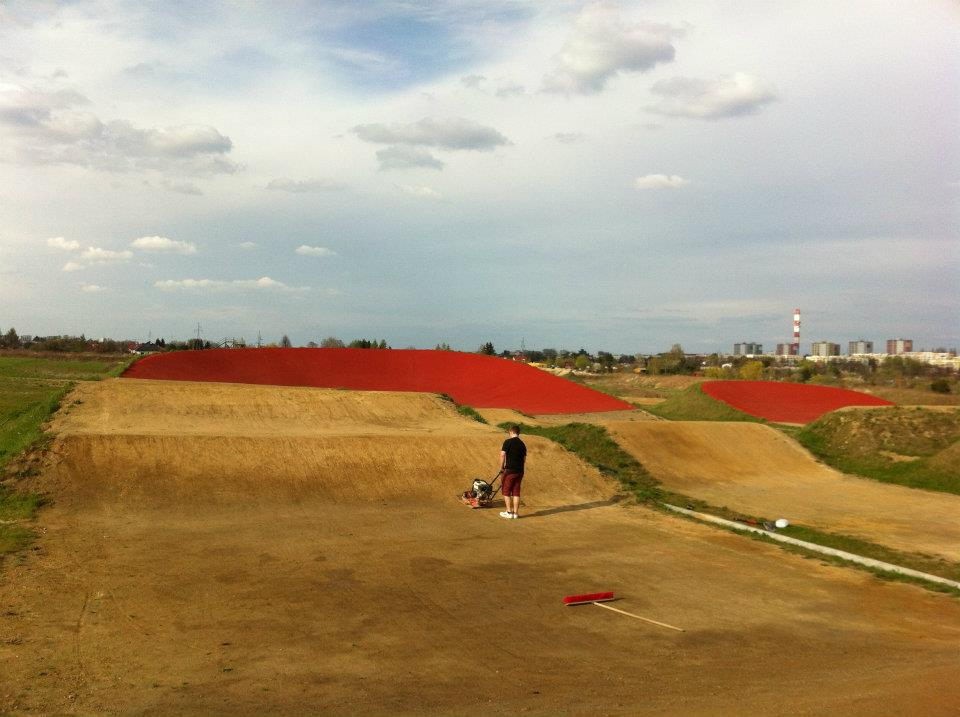
Bike Park w Lublinie

## Bezpieczeństwo
Z badania bezpieczeństwa ruchu rowerowego w Lublinie w latach 2010–2014 wynika, że – w porównaniu do statystyk ogólnopolskich – Lublin jest stosunkowo bezpiecznym miastem. Większość kolizji i wypadków miała miejsce w sezonie wiosenno-letnim (od maja do września – 72% zdarzeń w ciągu roku), w dni powszednie (w soboty i niedziele było ok. 2 razy mniej zdarzeń niż każdego innego dnia tygodnia). Wypadki i kolizje zdarzały się głównie w świetle dziennym (85%), w czasie popołudniowego szczytu (między godziną 13 a 19).
Do zdarzeń dochodziło głównie na prostych odcinkach jezdni (51%) i na skrzyżowaniach z pierwszeństwem przejazdu (21%). Były to w większości boczne zderzenia pojazdów (70%), głównie roweru i samochodu osobowego (91%). Najczęstszymi przyczynami zdarzeń było nieudzielenie pierwszeństwa przejazdu (49%, z czego niecała 1/3 sprawców to rowerzyści, niecałe 2/3 to kierowcy samochodów osobowych) i nieprawidłowe przejeżdżanie przejścia dla pieszych (14%, z czego ok. 2/3 sprawców to rowerzyści).
W badanym okresie w zdarzeniach wzięło udział 527 rowerzystów. 406 (77%) nie odniosło obrażeń. Pozostali:
|                       |                       | 2010  | 2011  | 2012  | 2013  | 2014  | Razem       |
| --------------------- | --------------------- | ----- | ----- | ----- | ----- | ----- | ----------- |
| Zdarzenia             | Zdarzenia             | 85    | 84    | 118   | 105   | 135   | 527 (100%)  |
| Obrażenia (%), w tym: | Obrażenia (%), w tym: | 29,41 | 22,62 | 22,88 | 28,57 | 14,81 |             |
| Lekkie (%):           | Lekkie (%):           | 16,47 | 8,33  | 11,86 | 6,67  | 3,70  | 47 (8,92%)  |
| Pozostałe (%), w tym: | ciężkie               | 12,94 | 14,29 | 11,02 | 21,90 | 11,11 | 69 (13,09%) |
| Pozostałe (%), w tym: | śmierć na miejscu     | 12,94 | 14,29 | 11,02 | 21,90 | 11,11 | 2 (0,38%)   |
| Pozostałe (%), w tym: | śmierć w ciągu 30 dni | 12,94 | 14,29 | 11,02 | 21,90 | 11,11 | 3 (0,57%)   |

## Społeczność rowerzystów

### Organizacje społeczne
W mieście działa szereg organizacji pozarządowych oraz nieformalnych grup działających na rzecz rozwoju ruchu rowerowego. Na pierwszym spotkaniu ich przedstawicieli, które odbyło się w 2016, było reprezentowanych 18 podmiotów.
Na podstawie dokumentów przyjętych przez lubelski ratusz miały działać dwa organy, w skład których mieliby wchodzić urzędnicy miejscy oraz przedstawiciele strony społecznej: zespół opiniujący wdrażanie standardów technicznych infrastruktury rowerowej oraz Rada ds. Ruchu Rowerowego. Do 2015 zespół opiniujący spotkał się jedynie raz, a Rada nie została powołana.

### Wydarzenia

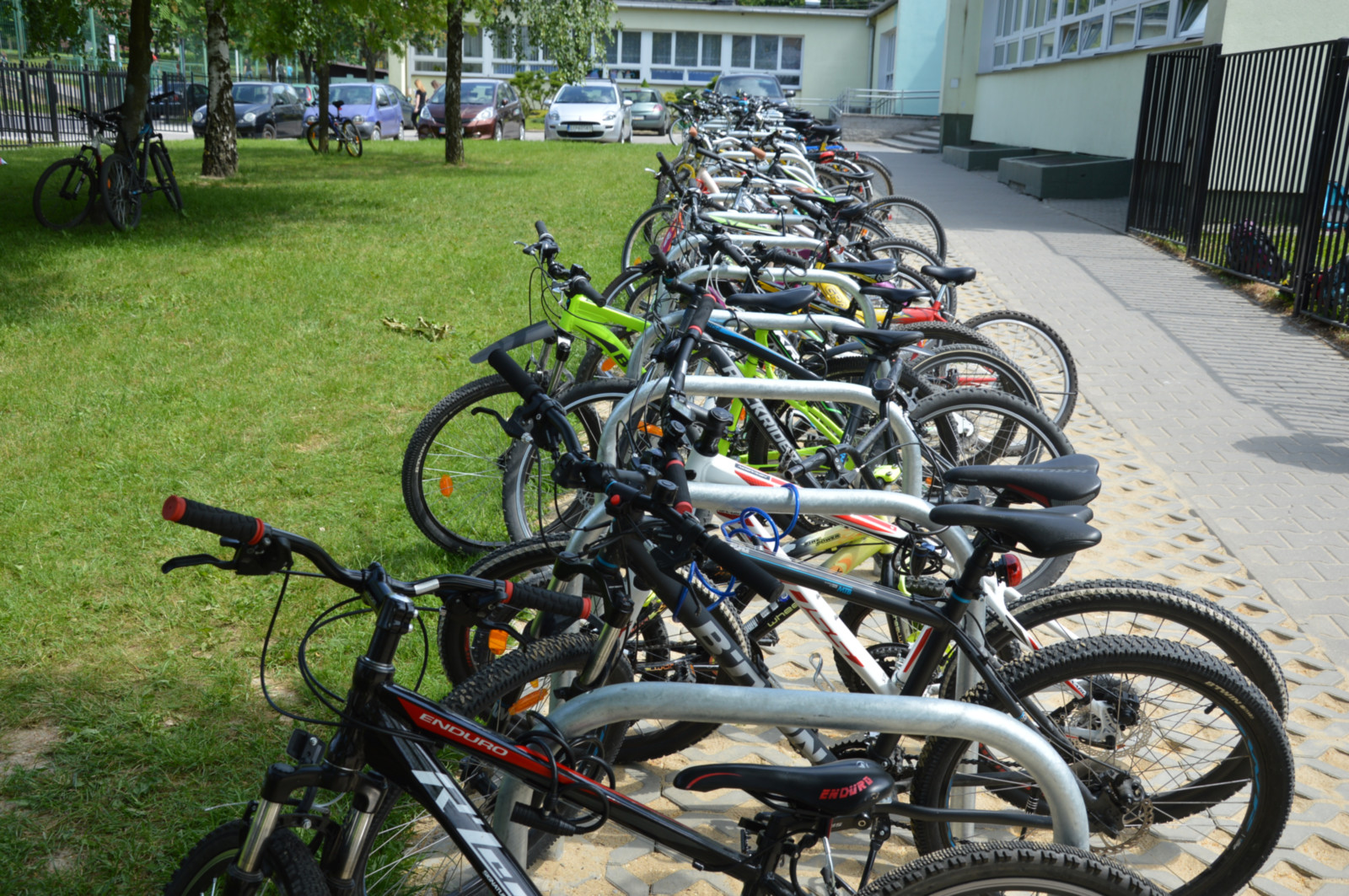
Rowerowy Maj w Lublinie

W mieście odbyło się kilkanaście etapów Tour de Pologne (ostatni w 2008). Od 2003 roku funkcjonuje w Lublinie Masa Krytyczna; od tego samego roku wyjeżdża z miasta Pielgrzymka Rowerowa.
Od 2008 w Lublinie są organizowane obchody Europejskiego Tygodnia Zrównoważonego Transportu. Celem jest promocja alternatywnych dla samochodu środków transportu w mieście, szczególnie komunikacji miejskiej, rowerów i poruszania się pieszo.
W 2016 odbyły się 79. Mistrzostwa Polski w Kolarstwie Przełajowym. W tym samym roku w maju odbyła się pierwsza edycja ogólnopolskiej kampanii Rowerowy Maj. Wzięło w niej udział 9 miast z całej Polski. Głównym celem projektu jest zachęcenie dzieci do jazdy rowerem oraz regularnego dojeżdżania nim do szkoły.

### Edukacja rowerowa

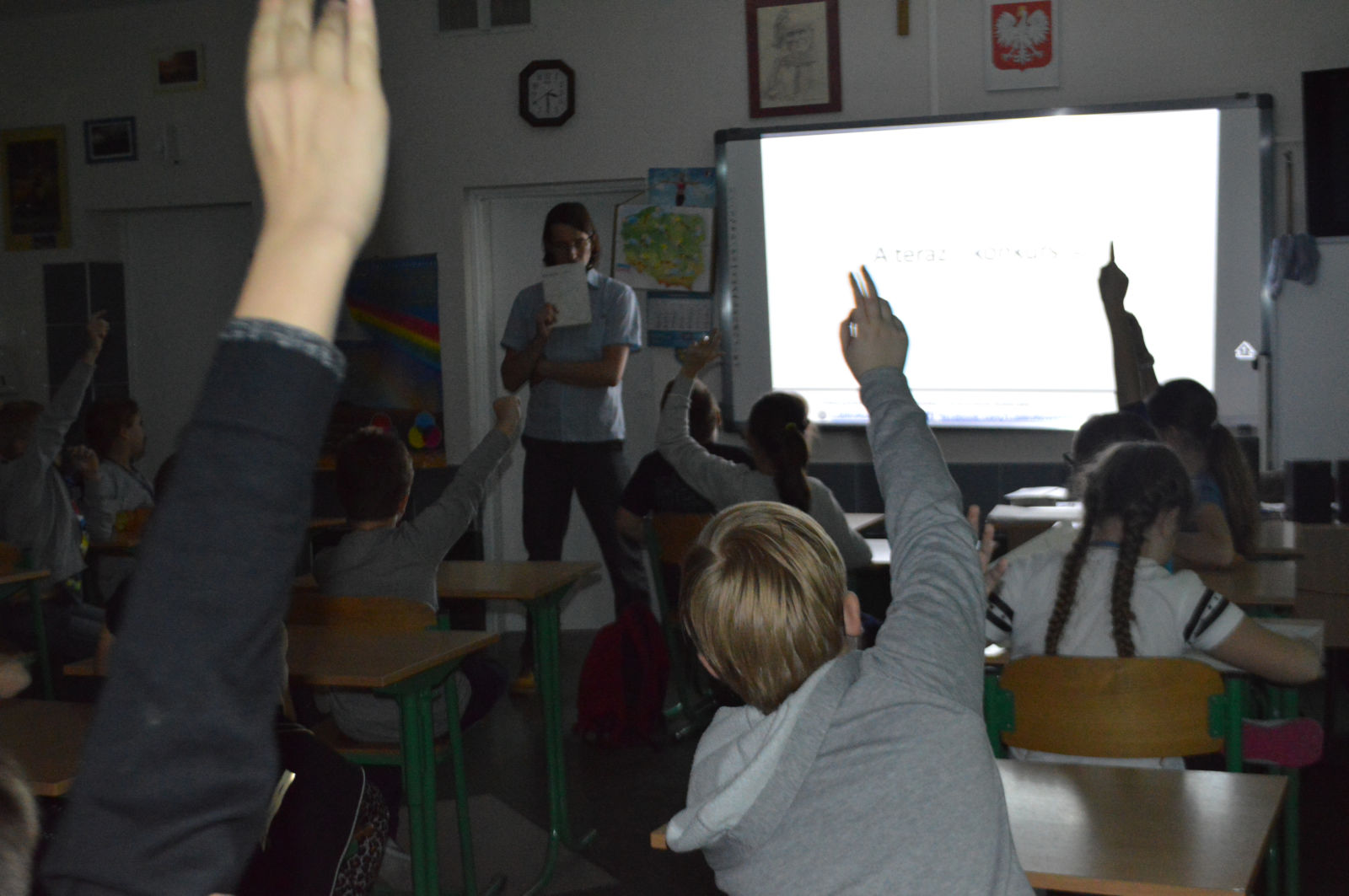
Teoretyczna edukacja w szkole

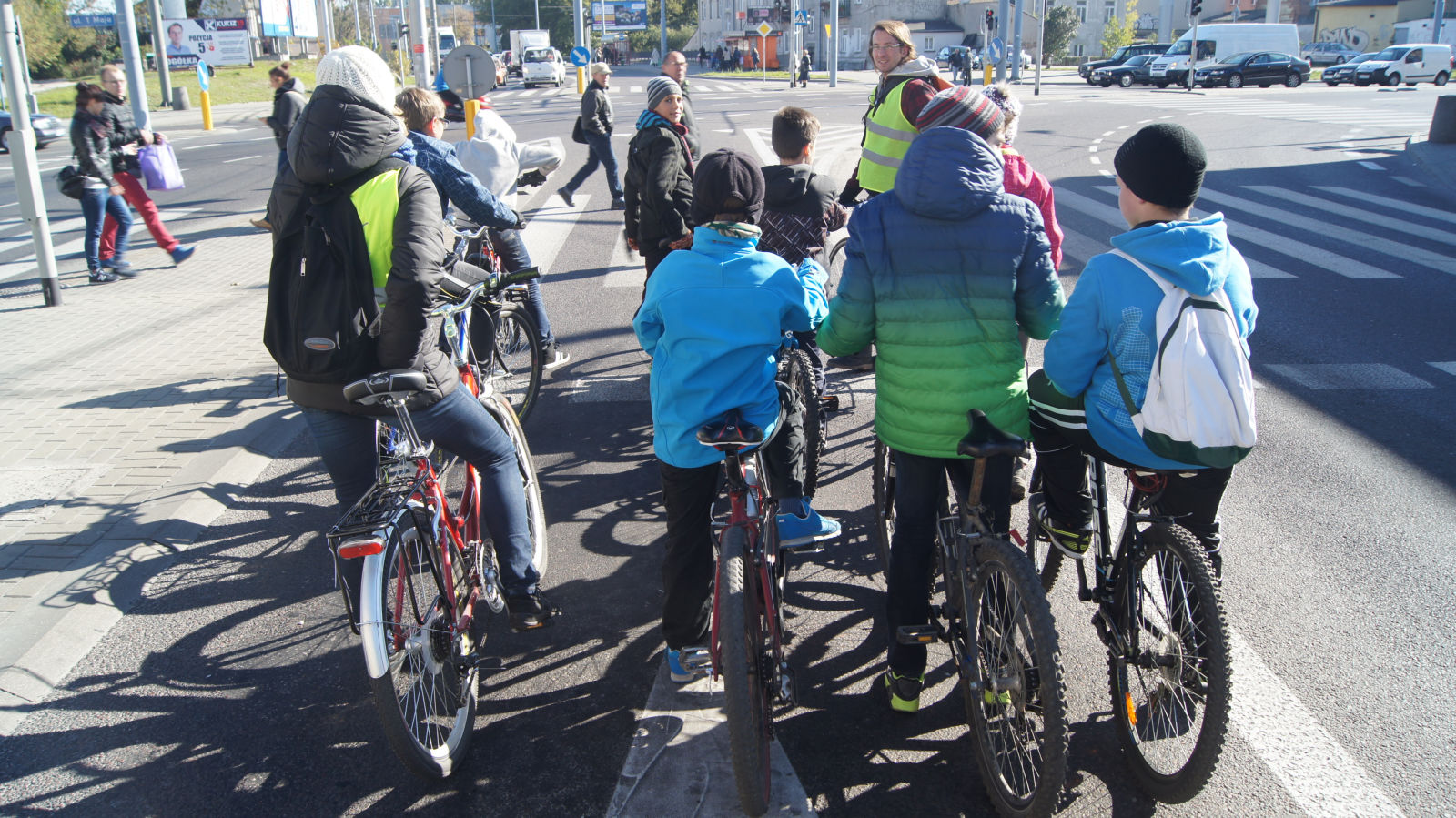
Praktyczna edukacja w szkole

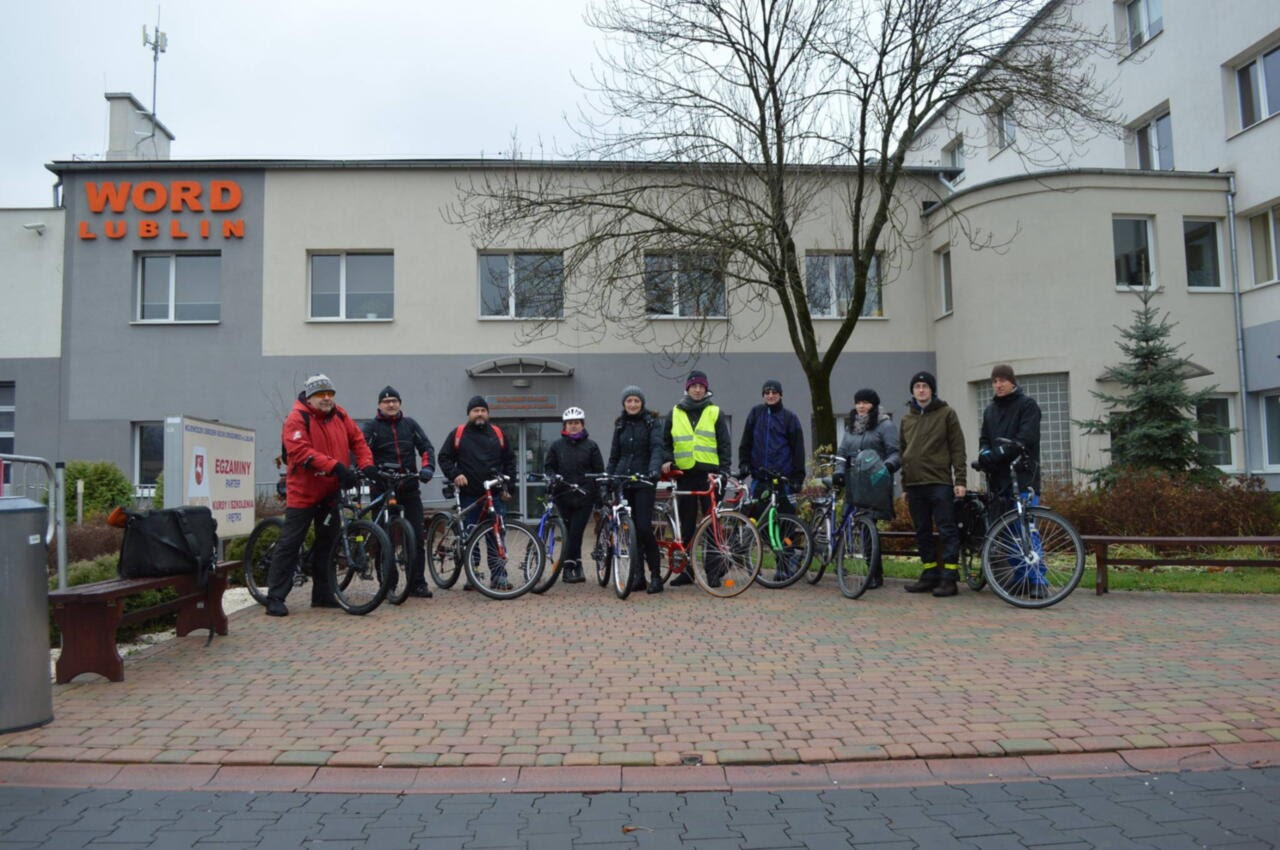
Praktyczna edukacja nauczycieli wychowania komunikacyjnego

Od 2011 Porozumienie Rowerowe prowadzi praktyczne oraz teoretyczne zajęcia z edukacji rowerowej. Obejmuje ono edukację przedszkolaków, dzieci, młodzieży, studentów, mieszkańców oraz nauczycieli. Zajęcia dla uczniów są skierowane do uczniów lubelskich szkół podstawowych klasy 4–6 oraz gimnazjów klasy 1–3.
|       | Teoria szkoły 2x45 min | Praktyka szkoły 2/3x45 min | Nauka dla uczestników 2,5 h | Liczba uczestników |
| ----- | ---------------------- | -------------------------- | --------------------------- | ------------------ |
| 2011  | 10                     |                            |                             | 250                |
| 2012  | 20                     |                            |                             | 500                |
| 2013  | 80                     | 36                         | 12                          | 3500               |
| 2014  | 80                     | 30                         | 10                          | 4000               |
| 2015  |                        |                            |                             | 4000               |
| Razem | Razem                  | Razem                      | Razem                       | 12000              |

Od 2013 prowadzone są też zajęcia z doskonalenia nauki jazdy dla mieszkańców. Mogą w nim uczestniczyć zarówno grupy, jak i pojedyncze osoby. Są one przewidziane dla mieszkańców oraz studentów. Odbywają się także we współpracy z uczelniami.
W 2014 roku odbyło się szkolenie dla nauczycieli wychowania komunikacyjnego we współpracy z Wojewódzkim Ośrodkiem Ruchu Drogowego. Zajęcia szkoleniowe miały na celu podniesienie wiedzy nauczycieli z zakresu ruchu rowerowego w formie teoretycznej oraz praktycznej.

### Publikacje
Wydawane są m.in. czasopisma i broszury: Poradnik Miejskiego Aktywisty, OIKOS, Przewodnik Miejskiego Rowerzysty, Mapa Rowerowa Lublina, Rowerem przez Lubelskie. Dostępne są także mapy i opracowania z danych rowerowych w Lublinie i Świdniku (pomiary ruchu, wypadki, statystyki Lubelskiego Roweru Miejskiego, zasięg i wiek infrastruktury, mapy ciepła).